# Muruvik
Muruvik este o localitate din comuna Malvik, provincia Sør-Trøndelag, Norvegia, cu o suprafață de 0,39 km² și o populație de 498 locuitori (2013).